# Parc national de Langtang
Le parc national de Langtang est le quatrième parc national du Népal. Il a ouvert en 1976 et fut le premier parc national de l'Himalaya. Couvrant 1 710 km2 répartis entre les districts de Nuwakot, Rasuwa et Sindhulpalchok, il protège des altitudes allant jusqu'à 7 234 m. Le parc borde la réserve naturelle du Qomolangma située au Tibet.

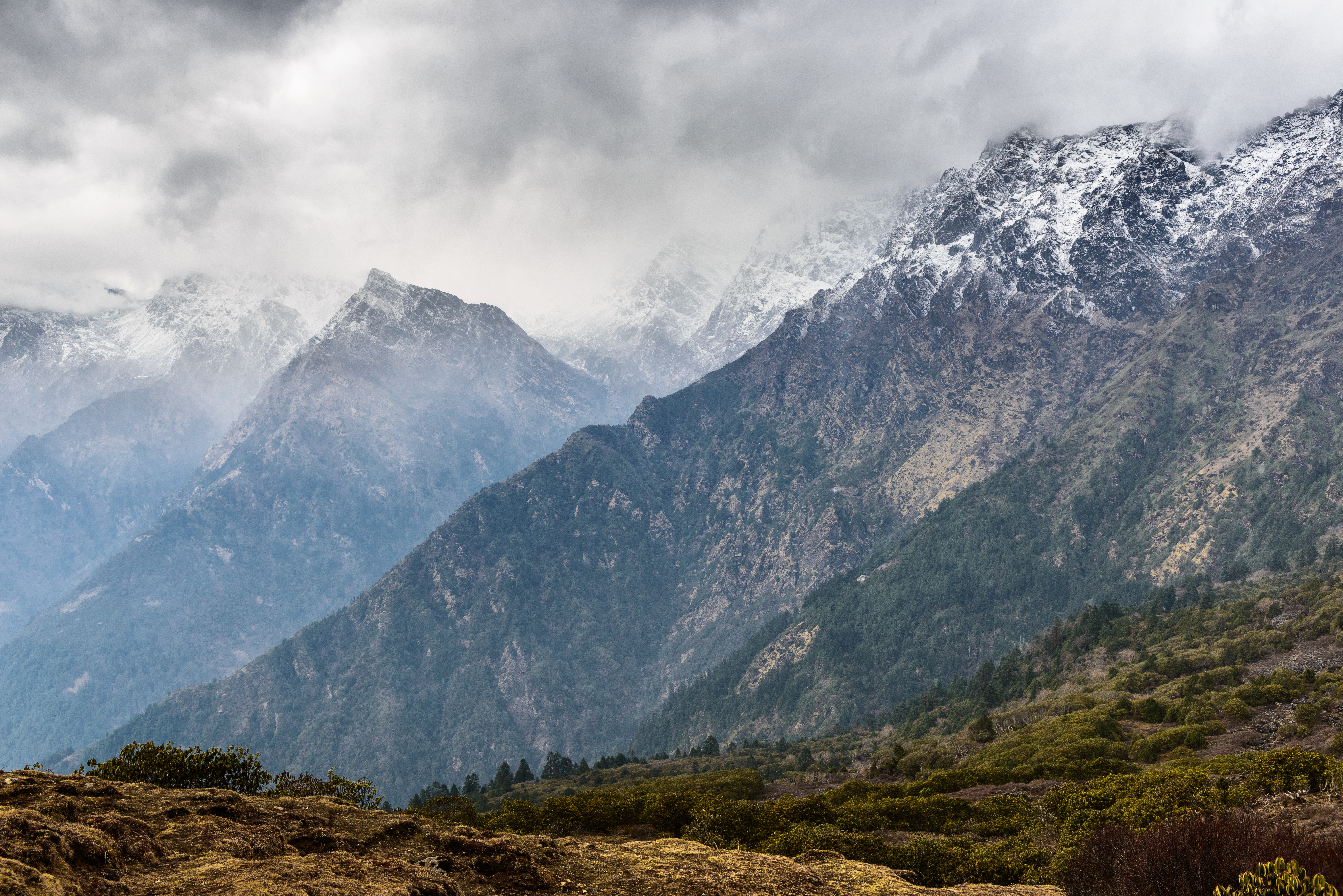
Dans le Langtang, avril 2014
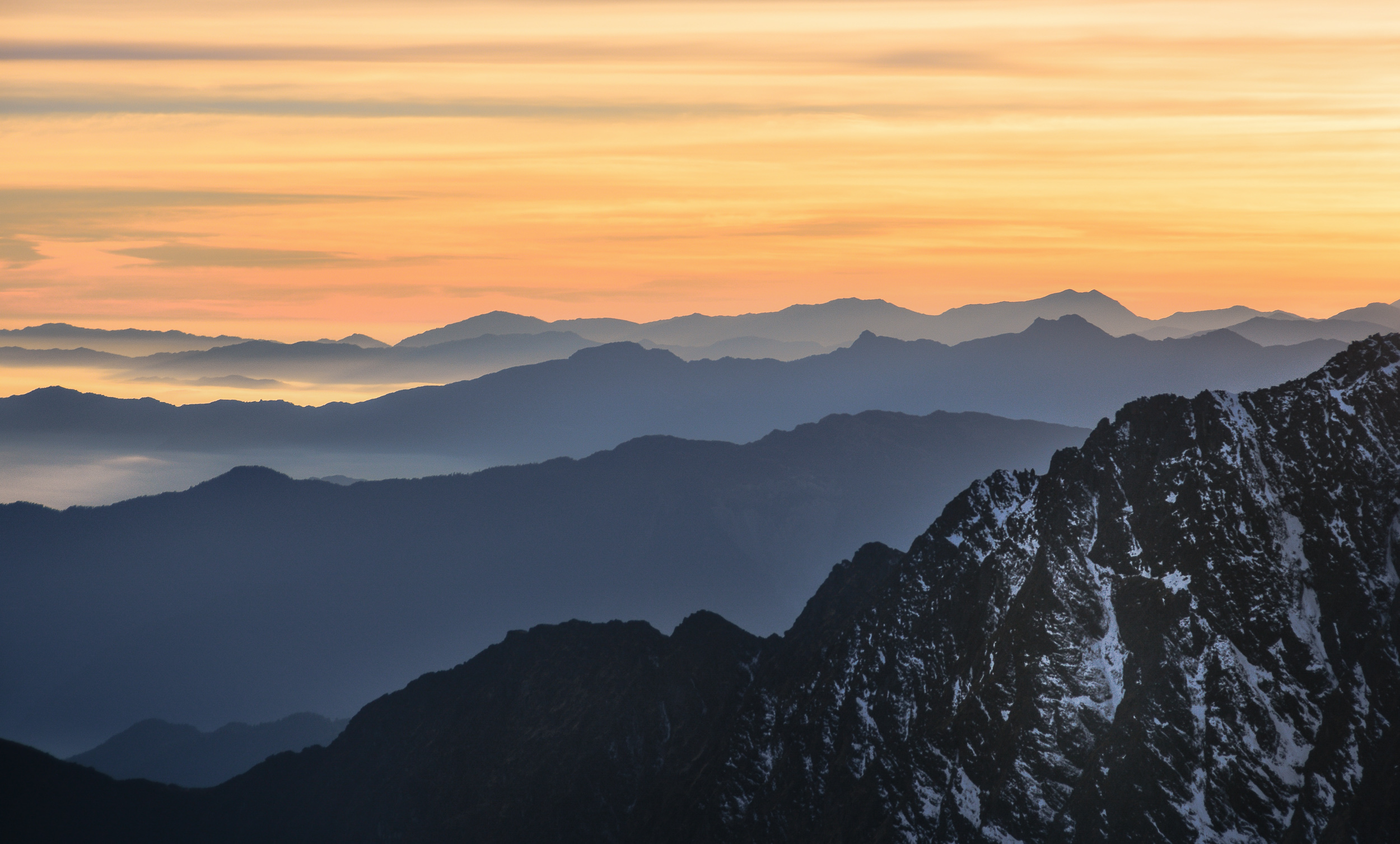
Un matin dans le Langtang, depuis Laurebina-La Pass
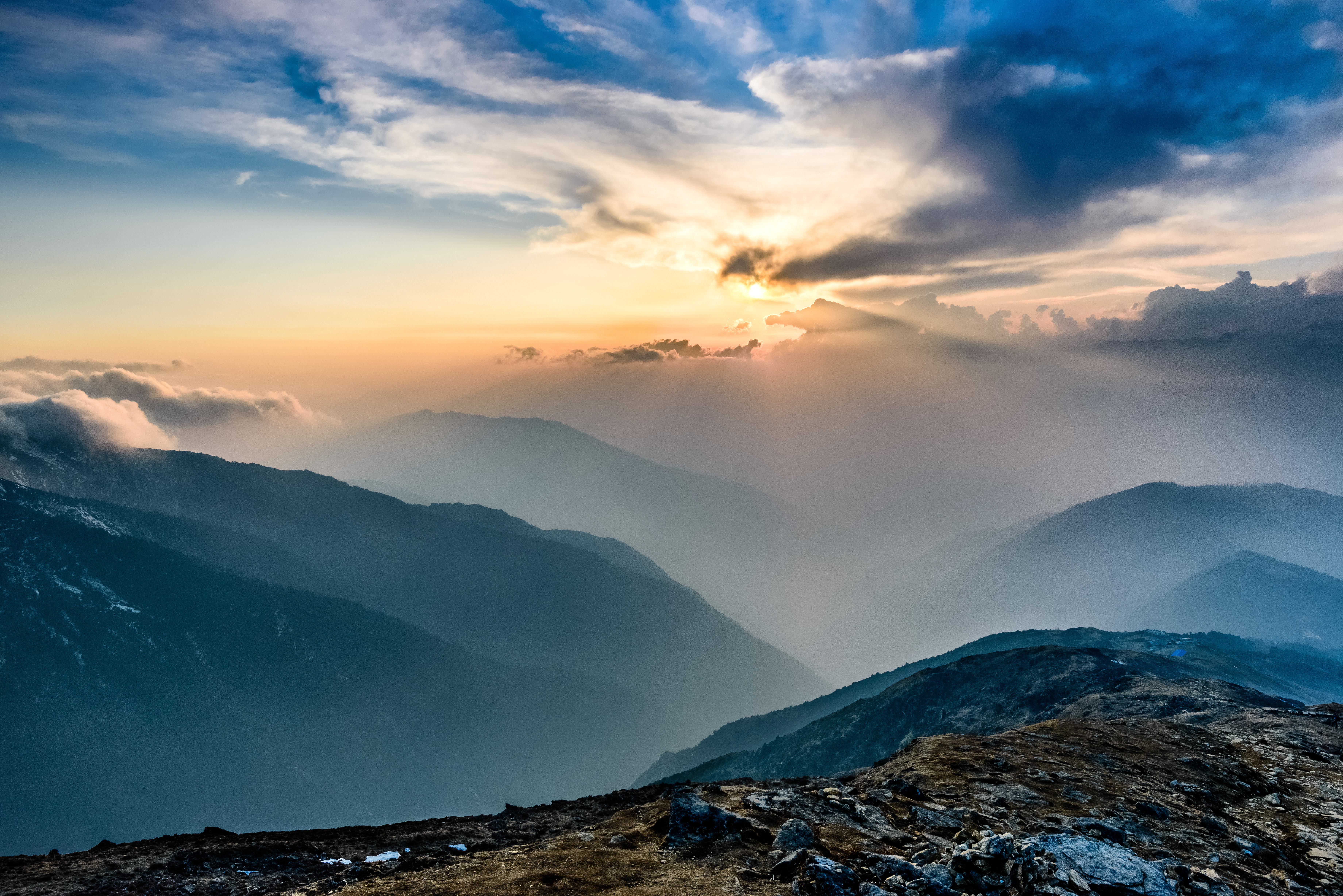
Coucher de soleil dans le Langtang

Au sein du parc, on trouve les lacs de Gosainkund (4 300 m) ainsi que les monts du Dorje Lhakpa (6 988 m). Le Langtang Lirung est le point culminant du parc, situé à 7 234 m d'altitude.
Les frontières nord et est du parc coïncident avec la frontière du Tibet. La frontière ouest suit les rivières Trishuli et Kosi. La frontière sud est située 32 km au nord de la vallée de Katmandou.
Cette aire protégée couvre les écozones paléarctique et indomalaise.

## Histoire

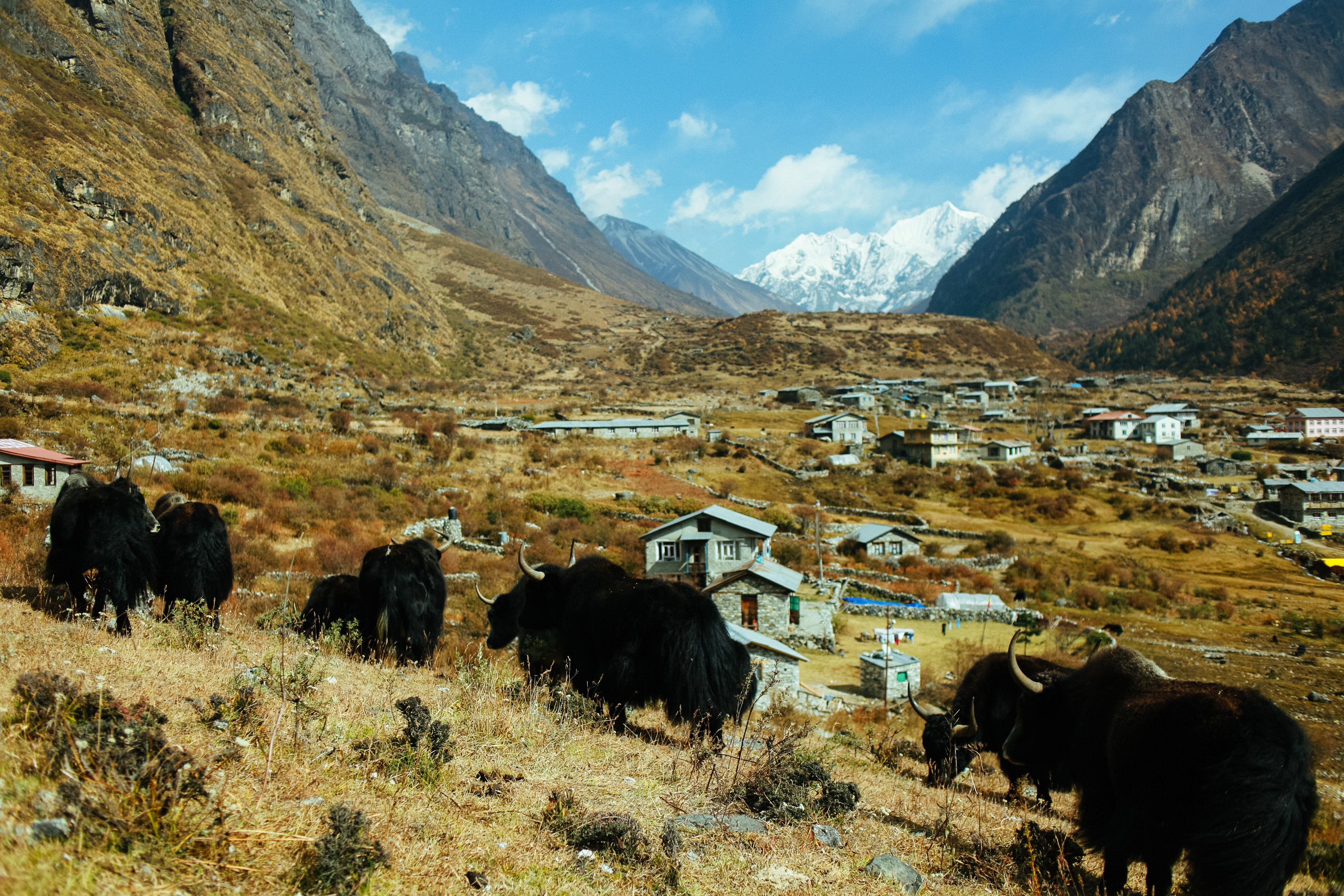
Le village de Lantang, avant qu'il ne soit détruit par un glissement de terrain en 2015.

En 1970, le roi approuve la création du parc national de Langtang comme première zone protégée de l'Himalaya. Le parc ouvre officiellement en 1976. Une zone tampon de 420 km2 est créée en 1998.

## Climat
Le climat du parc est dominé par la mousson d'été. Les températures varient fortement à travers le parc, puisque les différences d'altitudes sont fortes. Les précipitations se concentrent entre les mois de juin et septembre. D'octobre à novembre, et d'avril à mai, les jours sont chauds et ensoleillés alors que les nuits sont fraîches. En hiver, les journées sont dégagées et douces alors que les nuits sont glaciales.

## Faune
Le parc abrite entre autres des pandas roux, des porte-muscs de Sibérie, des tahrs de l'Himalaya, des ours noirs de l'Himalaya ainsi que des panthères des neiges, des gorals et des saros. On y trouve aussi plus de 250 espèces d'oiseaux. La présence de la Panthère nébuleuse y est également confirmée.

## Flore
Le parc offre une grande diversité florale, puisqu'on compte 18 écosystèmes différent, allant des forêts tropicales situé en dessous des 1 000 m d'altitude aux neiges éternelles.

## Pics
La vallée de Langtang est entourée de plusieurs pics.
| Pics                     | Altitude |
| ------------------------ | -------- |
| Langtang Lirung          | 7 234 m  |
| Langtang Ri              | 7 205 m  |
| Loenpo Gang              | 6 979 m  |
| Dorje Lhakpa             | 6 966 m  |
| Changbu                  | 6 781 m  |
| Yansa Tsenji             | 6 690 m  |
| Kyunga Ri I              | 6 601 m  |
| Dogpache                 | 6 562 m  |
| Kyunga Ri II             | 6 453 m  |
| Langshisha Ri (de)       | 6 427 m  |
| Gangchenpo               | 6 380 m  |
| Bhemdang ou Pic Morimoto | 6 150 m  |
| Tsogaka                  | 5 846 m  |
| Pic Yala                 | 5 520 m  |